# Sharonville
Sharonville é uma cidade localizada no estado norte-americano de Ohio, no Condado de Butler e Condado de Hamilton.

## Demografia
Segundo o censo norte-americano de 2000, a sua população era de 13.804 habitantes.
Em 2006, foi estimada uma população de 12.884, um decréscimo de 920 (-6.7%).

## Geografia
De acordo com o United States Census Bureau tem uma área de
25,5 km², dos quais 25,4 km² cobertos por terra e 0,1 km² cobertos por água.

## Localidades na vizinhança
O diagrama seguinte representa as localidades num raio de 8 km ao redor de Sharonville.